# Christiane Just
Christiane Just (* 1960 in Dresden; † 6. September 2011) war eine deutsche Grafikerin und Malerin.

## Leben und Werk
Christiane Just machte von 1974 bis 1979 ein Abendstudium an der Hochschule für Bildende Künste Dresden. 1980 war sie Mitbegründerin der Malschule und der Galerie im Dresdener Kulturverein „riesa efau“. Von 1981 bis 1987 studierte sie Grafik an der Hochschule für Bildende Künste. Ihr Diplom erwarb sie bei Günter Horlbeck mit Grafik zu dem Gedicht Ophelia aus Wolfgang Hilbigs Stimme Stimme.
Als selbstständige Künstlerin widmete sie sich besonders der Illustration und typografischen Gestaltung literarischer Werke. So schuf sie u. a. Grafiken zu Herta Müllers Der kalte Schmuck des Lebens und Fleischfressender Schuh, zu Ingeborg Bachmanns Dichtung Curriculum vitae, zu Schillers Ode Das Ideal und das Leben, zu Apollinaires Bestiarium. Ab 1987 erschienen von ihr illustrierte und gestaltete Bücher im Selbstverlag „Leitwolfverlag“.
Christiane Just lebte in Partnerschaft mit Andreas Hegewald. Mit ihm gründete sie 2003 die „edition buchenpresse“, in der Bücher zu zeitgenössischer Dichtung und vergessener Klassik erschienen. Von 2003 bis 2005 erwarb Just im Fernstudium das Diplom als Webdesignerin. 2007 und 2010 hielt sie sich mit Hegewald im Rahmen eines sechswöchigen deutsch-amerikanischen Austauschstipendiums im Studio der bildungsorientierten non-profit-Organisation „Zygote Press“ in Cleveland auf.
Neben ihrer Arbeit als bildende Künstlerin wirkte sie als Perkussionistin in der Leipziger „Rennbahnband für freie Improvisation“.
Christiane Just starb nach langer schwerer Krankheit. Ihr Grabstätte befindet sich auf dem Dresdener Waldfriedhof Weißer Hirsch.
Arbeiten von Christiane Just befinden sich im Deutschen Literaturarchiv Marbach, in der Herzog August Bibliothek Wolfenbüttel und der Deutschen Nationalbibliothek.

## Mitgliedschaften
- Sächsischer Künstlerbund (ab 2000 Mitglied des Vorstandes)
- Ab 2005: Dresdener Sezession 89

## Rezeption
Christiane Just hat „ganz wesentliche Spuren in der Dresdener Kunstlandschaft hinterlassen. Neben einem reichen druckgrafischem Œuvre, dass sich auch in den Buchprojekten der BUCHENpresse (gemeinsam mit Andreas Hegewald) manifestierte, konnte sie sich auch als herausragende Malerin einen Namen machen.“
„Trotz ihres frühen Todes hat Christiane alle Dinge zu Ende gebracht. Sie betrieb ihre Kunst angesichts eines tiefen Bedürfnisses nach Wahrhaftigkeit. In ihrer Arbeit an vielen wertvollen Kunstbüchern zusammen mit Andreas Hegewald hatte sie immer das Gespür für ebenbürtige Literatur, angefangen mit den Gedichten von Wolfgang Hilbig, Ingeborg Bachmann und Herta Müller, Dantes „Vita nuova“ mit den von ihr handgesetzten Sonetten bis zur letzten gemeinsamen Edition von Keith Barnes 30 Gedichten des Zyklus „Die Wasser werden schaukeln“. In diesem Band sind beide Künstler erstmals als Grafiker vereint.“

## Einzelausstellungen (Auswahl)
- 1988/1989: Annaberg-Buchholz, Galerie am Markt (Grafik; mit Siegfried Rössel)
- 1991: Dresden, Galerie Nord (mit Anne-Katrin Schmidt)
- 1992: Dresden, Galerie Rähnitzgasse
- 2010: Döbeln, ost-west-forum Gut Gödelitz („Klangfarben“, mit Andreas Hegewald)
- 2012: Dresden, Feuerwache Loschwitz („Art Elfe - Umrundetes Auge“; mit Andreas Hegewald)
- 2013: Dresden, Kunstraum Pillnitz („Der Zauber hält das Leben wach“, Malerei)
- 2015: Dresden, Galerie Rahmen & Bild
- 2019: Dresden, Galerie Adlergasse im Kulturforum (Gedenkausstellung)
- 2021: Dresden, Galerie kunstgehaeuse („IRDISCHES LICHT – terra incognita“. Mit Andreas Hegewald.) 
https://www.kunstgehaeuse.de/andreas-hegewald-%E2%80%A2-christiane-just/